# Cod ATC A01
Codul ATC A01 Preparate stomatologice   este o parte a sistemului de clasificare anatomică, terapeutică și chimică a medicamentelor, un sistem dezvoltat de către Organizația Mondială a Sănătății (OMS) pentru clasificarea medicamentelor și a altor produse medicinale. Subgrupul A01 este o parte a grupului A Tract digestiv și metabolism.
Codurile pentru preparatele de uz veterinar sunt create prin alipirea literei Q în fața codului ATC corespunzător produsului pentru uz uman; de exemplu, QA01. 

## A 01 A Preparatestomatologice

### A 01 AA Produse pentru profilaxia cariei
A 01 AA 01 Fluorură de sodiu
A 01 AA 02 Monofluorofosfat de sodiu
A 01 AA 03 Olaflur
A 01 AA 04 Fluorură de staniu
A 01 AA 30 Combinații
A 01 AA 51 Fluorură de sodiu, combinații

### A 01 AB Antiinfecțioase și antiseptice pentru tratament oral local
A 01 AB 02 Peroxid de hidrogen
A 01 AB 03 Clorhexidină
A 01 AB 04 Amfotericină B
A 01 AB 05 Polinoxilină
A 01 AB 06 Domifen
A 01 AB 07 Oxichinolină
A 01 AB 08 Neomicină
A 01 AB 09 Miconazol
A 01 AB 10 Natamicină
A 01 AB 11 Varia
A 01 AB 12 Hexetidină
A 01 AB 13 Tetraciclină
A 01 AB 14 Clorură de benzoxoniu
A 01 AB 15 Iodat de tibezoniu
A 01 AB 16 Mepartricină
A 01 AB 17 Metronidazol
A 01 AB 18 Clotrimazol
A 01 AB 19 Perborat de sodiu
A 01 AB 21 Clortetraciclină
A 01 AB 22 Doxiciclină
A 01 AB 23 Minociclină

### A 01 ACCorticosteroizipentru tratament oral local
A 01 AC 01 Triamcinolonă
A 01 AC 02 Dexametazonă
A 01 AC 03 Hidrocortizon
A 01 AC 54 Prednisolon, combinații

### A 01 AD Alte preparate pentru tratament oral local
A 01 AD 01 Epinefrină
A 01 AD 02 Benzidamină
A 01 AD 05 Acid acetilsalicilic
A 01 AD 06 Adrenalonă
A 01 AD 07 Amlexanox
A 01 AD 08 Becaplermin
A 01 AD 11 Varia